# Liste von Burgen, Schlössern und Festungen im Département Hauts-de-Seine
Die Liste von Burgen, Schlössern und Festungen im Département Hauts-de-Seine listet bestehende und abgegangene Anlagen im Département Hauts-de-Seine auf. Das Département zählt zur Region Île-de-France in Frankreich.

Wappen des Départements Hauts-de-Seine (92)
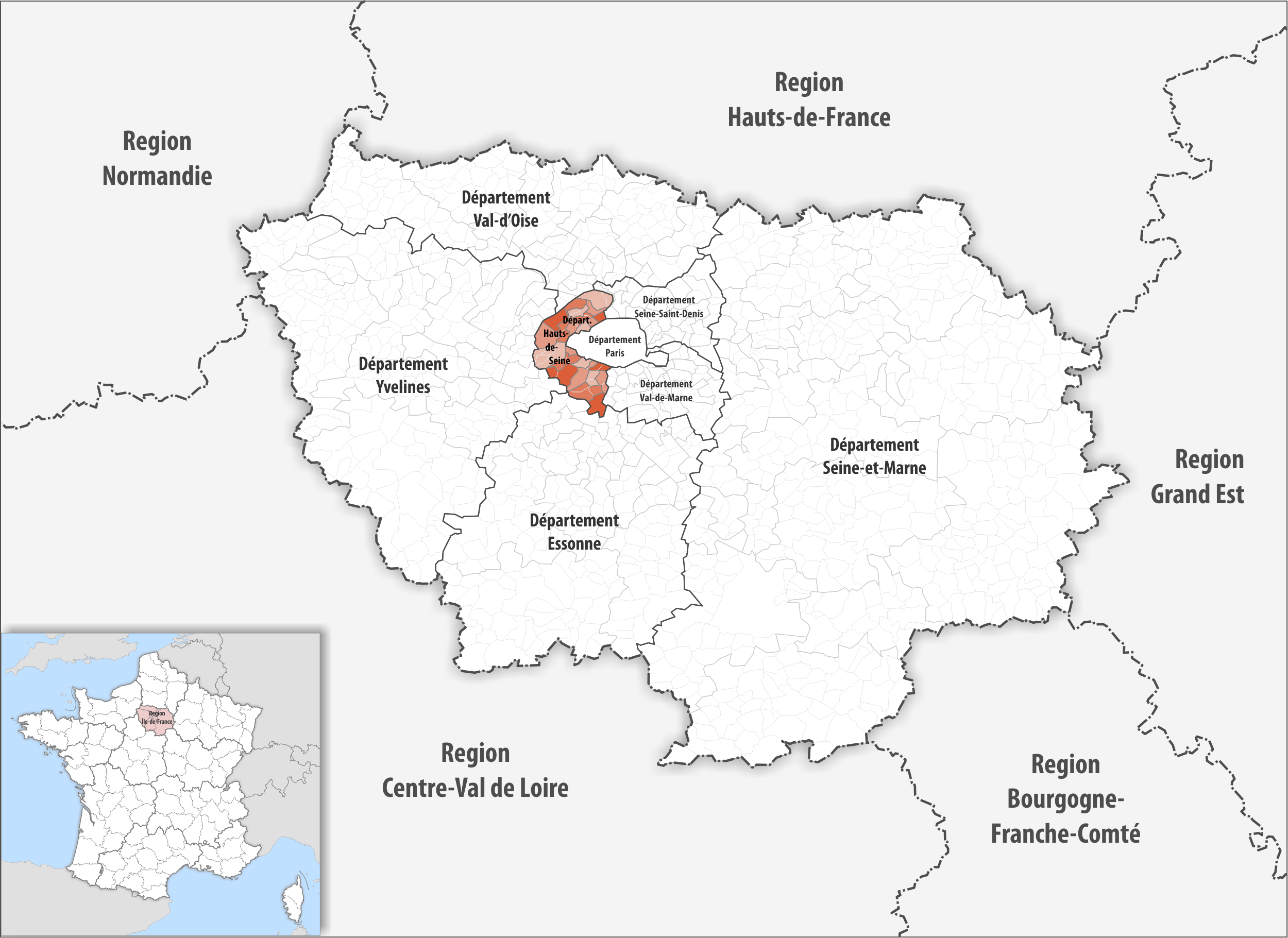
Lage des Départements Hauts-de-Seine in der Region Île-de-France
Lage der Region Île-de-France in Frankreich

## Liste
Bestand am 14. September 2022: 52
| Name deu / fra                                                                                      | Gemeinde / Lage                             | Typ (Untertyp)       | Bemerkungen | Bild |
| --------------------------------------------------------------------------------------------------- | ------------------------------------------- | -------------------- | --- | ---- |
| Schloss Antony Château d'Antony                                                                     | Antony 48,749419° N, 2,29459° O             | Schloss              | |      |
| Schloss Asnières Château d'Asnières                                                                 | Asnières-sur-Seine 48,91051° N, 2,293541° O | Schloss              | |      |
| Schloss Barral Château de Barral                                                                    | Clamart 48,800661° N, 2,262854° O           | Schloss              | Heute das Rathaus (Hôtel de ville, Mairie) |      |
| Schloss Bellevue Château de Bellevue                                                                | Meudon 48,805259° N, 2,233112° O            | Schloss              | Nur die Orangerie und der Park sind erhalten |      |
| Schloss Bois-Préau Château de Bois-Préau                                                            | Rueil-Malmaison                             | Schloss              | Museum |      |
| Schloss La Boissière Château La Boissière                                                           | Fontenay-aux-Roses                          | Schloss              | |      |
| Schloss Boucicaut Château Boucicaut                                                                 | Fontenay-aux-Roses                          | Schloss              | |      |
| Schloss Bourg-la-Reine Château de Bourg-la-Reine (Maison des Sœurs de Notre-Dame-du-Calvaire)       | Bourg-la-Reine                              | Schloss              | |      |
| Burg La Boursidière Château de La Boursidière                                                       | Châtenay-Malabry                            | Burg                 | Ruine |      |
| Schloss Brimborion Château de Brimborion                                                            | Sèvres                                      | Schloss              | Abgegangen, nur der Park ist erhalten |      |
| Schloss Buchillot Château de Buchillot                                                              | Boulogne-Billancourt                        | Schloss              | Heute Museum Paul-Belmondo |      |
| Schloss Buzenval Château de Buzenval                                                                | Rueil-Malmaison                             | Schloss              | Im Krieg 1870/71 hart umkämpft, heute Collège La Salle - Passy Buzenval |      |
| Schloss Chaville Château de Chaville                                                                | Chaville                                    | Schloss              | Abgegangen |      |
| Schloss Colbert Château Colbert                                                                     | Le Plessis-Robinson                         | Schloss              | |      |
| Schloss Colombes Château de Colombes                                                                | Colombes                                    | Schloss              | |      |
| Schloss Les Colonnes Château des Colonnes                                                           | Courbevoie                                  | Schloss              | |      |
| Schloss L’Étang Château de l'Étang                                                                  | Marnes-la-Coquette                          | Schloss              | Abgegangen |      |
| Schloss Fontenay-aux-Roses Château de Fontenay-aux-Roses                                            | Fontenay-aux-Roses                          | Schloss              | |      |
| Schloss La Greve Château de la Greve                                                                | Suresnes                                    | Schloss (Herrenhaus) | |      |
| Schloss des Herzogs Richelieu Château du duc de Richelieu (Château de Gennevilliers)                | Gennevilliers                               | Schloss              | Abgegangen |      |
| Schloss Issy Château d'Issy (Château des princes de Conti)                                          | Issy-les-Moulineaux                         | Schloss              | |      |
| Schloss Les Landes Château des Landes                                                               | Suresnes                                    | Schloss              | Abgegangen |      |
| Schloss Madrid Château de Madrid                                                                    | Neuilly-sur-Seine                           | Schloss              | Im 16. Jahrhundert von König Karl IX. und Katharina von Medici bewohnt, während der Französischen Revolution abgerissen |      |
| Schloss Malmaison Château de Malmaison                                                              | Rueil-Malmaison                             | Schloss              | Wohnsitz von Kaiser Napoleon und seiner Frau Joséphine |      |
| Schloss La Marche Château de la Marche                                                              | Marnes-la-Coquette                          | Schloss              | Abgegangen |      |
| Schloss Marnes-la-Coquette Château de Marnes-la-Coquette                                            | Marnes-la-Coquette                          | Schloss              | |      |
| Schloss Le Marquis de Chamillart Château du Marquis de Chamillart (Château de l'Étang)              | Marnes-la-Coquette                          | Schloss              | Abgegangen |      |
| Schloss Le Marquis de Chateauneuf Château du Marquis de Chateauneuf                                 | Montrouge                                   | Schloss              | Abgegangen |      |
| Schloss Meudon Château de Meudon                                                                    | Meudon                                      | Schloss              | Mehrfach zerstört und umgebaut, zuletzt als Observatorium, umfangreiche Parkanlagen |      |
| Festung Mont-Valérien Forteresse du Mont-Valérien                                                   | Suresnes                                    | Festung              | Festungsanlage 12 km westlich von Paris |      |
| Haus und Park Montretout Montretout (Parc de Montretout)                                            | Saint-Cloud                                 | Schloss (Herrenhaus) | Zahlreiche Persönlichkeiten haben hier schon gewohnt |      |
| Schloss Neuilly Château de Neuilly                                                                  | Neuilly-sur-Seine                           | Schloss              | Abgegangen |      |
| Schloss Ozanam Château d'Ozanam                                                                     | Asnières-sur-Seine                          | Schloss              | |      |
| Schloss La Petite Malmaison Château de la Petite Malmaison                                          | Rueil-Malmaison                             | Schloss              | |      |
| Schloss La Petite Roseraie Château de la Petite Roseraie                                            | Châtenay-Malabry                            | Schloss              | |      |
| Schloss Le Plessis Château du Plessis (Château du Plessis-Piquet, Château seigneurial dit Hachette) | Le Plessis-Robinson                         | Schloss              | Mehrmals umgebaut, heute das Rathaus (Mairie) |      |
| Schloss La Ronce Château de la Ronce                                                                | Ville-d’Avray                               | Schloss              | Abgegangen |      |
| Schloss Rothschild Château Rothschild                                                               | Boulogne-Billancourt                        | Schloss              | Wird renoviert |      |
| Schloss Saint-Cloud Château de Saint-Cloud                                                          | Saint-Cloud                                 | Schloss              | Lag auf dem Weg von Paris nach Versailles, 1589 wurde hier König Heinrich III. ermordet, Napoleon Bonaparte und Napoleon III. waren später auch Eigentümer, im Deutsch-Französischen Krieg 1870/71 zerstört und anschließend abgetragen, auf dem heutigen Parkgelände hat das Internationale Büro für Maß und Gewicht seinen Sitz |      |
| Schloss Saint-James Folie Saint-James                                                               | Neuilly-sur-Seine                           | Schloss              | |      |
| Schloss Sainte-Barbe-des-Champs Château Sainte-Barbe-des-Champs                                     | Fontenay-aux-Roses                          | Schloss              | |      |
| Schloss Saran Château Saran                                                                         | Antony                                      | Schloss              | Ein 1880 errichtetes Haus mit Park |      |
| Schloss Sceaux Château de Sceaux                                                                    | Sceaux                                      | Schloss              | |      |
| Schloss Sèvres Château de Sèvres                                                                    | Sèvres                                      | Schloss              | Abgegangen |      |
| Schloss Suresnes Château de Suresnes                                                                | Suresnes                                    | Schloss              | Abgegangen |      |
| Schloss Thierry Château de Thierry                                                                  | Ville-d’Avray                               | Schloss              | |      |
| Schloss Le Val Château du Val                                                                       | Rueil-Malmaison                             | Schloss              | Abgegangen |      |
| Schloss Vallée-aux-Loups La Vallée-aux-Loups (Maison de Chateaubriand)                              | Châtenay-Malabry                            | Schloss (Herrenhaus) | Heute ein Museum |      |
| Schloss La Vallière Château La Vallière                                                             | Montrouge                                   | Schloss              | Abgegangen |      |
| Schloss Vanves Château de Vanves                                                                    | Vanves                                      | Schloss              | Heute ein Gymnasium (Lycée) |      |
| Schloss Villebon Château de Villebon                                                                | Meudon                                      | Schloss              | Abgegangen |      |
| Schloss Villeneuve-l’Étang Château de Villeneuve-l'Étang                                            | Marnes-la-Coquette                          | Schloss              | Teilweise zerstört |      |